# Muchia
Muchia — вимерлий рід тероцефалових терапсид пізньої пермі Росії. Скам'янілості знайдені в Котельницькому районі Кіровської області. Типовий вид M. microdenta був названий у 2011 році. Muchia відомий лише з фрагмента нижньої щелепи, що робить його класифікацію серед тероцефалів невизначеною. Вважається, що він належить до підродини Tetracynodontinae, частини більшої групи Baurioidea. Інші члени групи, такі як Tetracynodon і Malasaurus, відомі з більш повного матеріалу і мають невеликі подовжені черепи. Muchia, ймовірно, мав схожу зовнішність з цими тероцефалами.